# Leucophotis pulchra
Leucophotis pulchra is een vlinder van de familie van de grasmotten (Crambidae), uit de onderfamilie van de Spilomelinae. De wetenschappelijke naam van deze soort is voor het eerst voorgesteld door Arthur Gardiner Butler in een publicatie uit 1886.
De soort komt voor in Fiji.